# Pierre Attaingnant
Pierre Attaingnant (auch: Attaignant, Atteignant und latinisiert Attingens geschrieben; * um 1494; † um 1552 in Paris) war ein französischer Musiknoten-Drucker, Musikverleger und Buchhändler in Paris. Er war von etwa 1527 bis 1549 Herausgeber vieler Sammelwerke.

## Leben
Die Angaben seines Geburts- und Sterbejahres sind unterschiedlich, vermutlich wurde er 1494 in Nordfrankreich geboren und starb 1552 in Paris. Der Nachname wird überwiegend als Attaingnant angegeben, aber auch andere Schreibweisen wie z. B. Attaignant, Ataignant, Atignan(t) etc. sind bekannt.
Er veröffentlichte viele Werke französischer Komponisten, insbesondere Chansons. Von 1528 bis 1552 erschienen mehr als 50 Chansonsammlungen. Unter anderem publizierte er die Werke von Pierre Passereau. Außerdem veröffentlichte er einige, vor allem Stücke für die Laute enthaltende, „Tanzbücher“.
Um 1527/1528 erfand er eine Variante des Notendrucks, die das Drucken in einem Arbeitsgang erlaubte. Jedes Notenzeichen, jede Notentype (siehe auch Letter) war mit einem kleinen Segment der Notenlinien umgeben, sodass man das gesamte Notenbild mosaikartig zusammensetzen konnte.
Attaingnant stellte pro Auflage 1000 und mehr Exemplare her. Er war mit seiner Variante des Notendrucks ein Pionier und Vorbild für viele Notendrucke des 16. und 17. Jahrhunderts und bis 1552 Inhaber des königlichen Monopols, das er dann an Robert Ballard und Adrian Le Roy (Le Roy & Ballard) verlor.
Seine bekannteste Sammlung, Dixhuit basses dances, entstand wohl unter Mitwirkung eines „P. B.“, enthält neben Basses danses auch Pavanen, Galliarden und Branles sowie Chansonbearbeitungen (etwa von „Destre amoureux“ und „Tant que vivray“ in Tres breve et familiere introduction) und weitere Lautenstücke.
Nach seinem Tod führte seine Witwe Marie (Lescaloppier) das Geschäft bis 1558 fort.

## Veröffentlichungen
Attaingnant wird mit der Entstehung des französischen Lieds Tourdion in Verbindung gebracht.
Drucke (Auswahl)
- Dixhuit basses dances garnies de Recoupes et Tordions avec dixneuf Branles quatre que Saulterelles que Haulberroys, quinze Gaillardes, et neuf Pavennes de la plus grant part dequelles le subiect est en musique. […]. Paris (Februar) 1529.
- Tres breve et familiere introduction pour entendre et apprendre par soy mesmes a iover toutes chansons reduictes en la tabulature de Lutz avec la maniere daccorder le dict Lutz. […]. Paris (Oktober) 1529.